# Верхний Арагон
Верхний Арагон — северный Арагон, иногда под этим названием подразумевается провинция Уэска, расположенной у подножья Пиренейского полуострова, хотя есть и источники которые сокращают границы до пиренейской или препиренейской части.
Чаще всего термин используется больше для населения, чем для административного обозначения.
Исторически Верхний Арагон является территорией, где существовало Королевство Арагон.

## Внешние ссылки
- Из истории освободительной борьбы испанского народа
- Портал Верхнего Арагона
- Ежедневняя газета Верхнего Арагона